# Graphium agamedes
Graphium agamedes är en fjärilsart som först beskrevs av John Obadiah Westwood 1842.  Graphium agamedes ingår i släktet Graphium och familjen riddarfjärilar. Inga underarter finns listade i Catalogue of Life.

## Bildgalleri

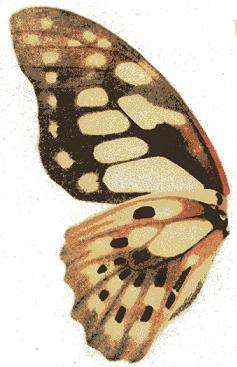
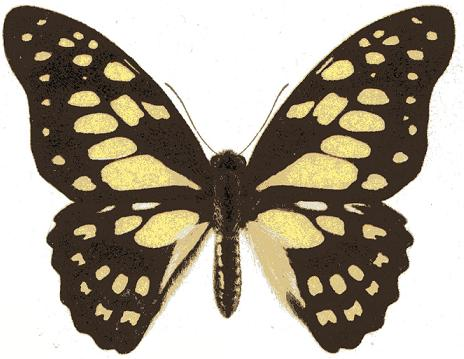
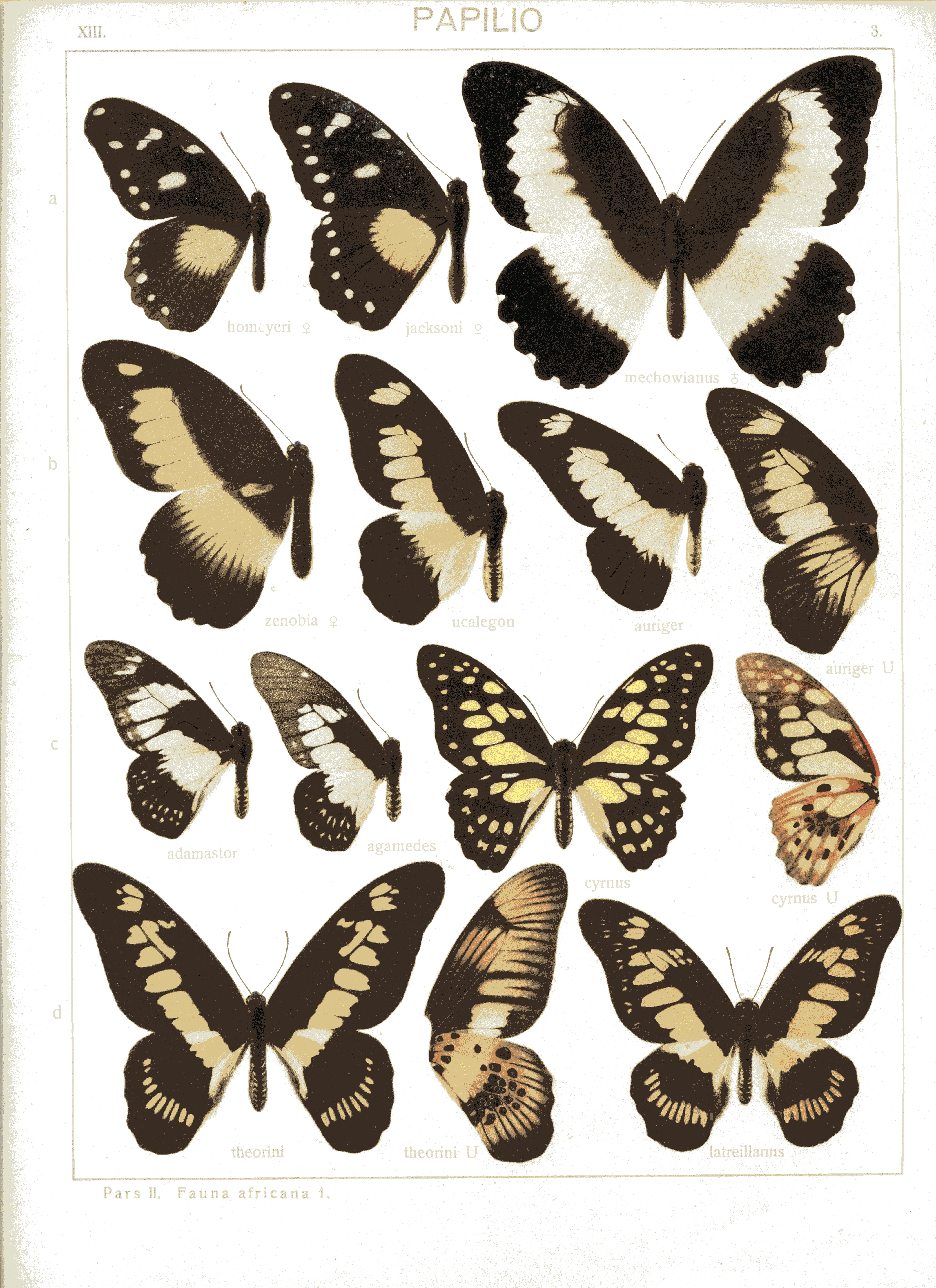